# Steve Goodman
Steven Benjamin Goodman (Chicago, 25 de julio de 1948 - Seattle, 20 de septiembre de 1984) fue un cantautor estadounidense de música popular de Chicago. Escribió la canción "City of New Orleans", la cual fue grabada y llevada a la fama por Arlo Guthrie y muchos otros, incluyendo a Joan Báez, John Denver y Judy Collins. La canción ganó un Premio Grammy en 1985. Goodman murió de leucemia en septiembre de 1984.

## Vida personal
Nacido en el lado norte de Chicago en una familia judía de clase media, Goodman comenzó a escribir y interpretar canciones cuando era un adolescente, después de que su familia se mudó a los suburbios cercanos al norte. Se graduó en la Maine East High School en Park Ridge, Illinois en 1965, donde fue compañero de clase de Hillary Clinton. Antes de eso, sin embargo, comenzó su carrera de cantante al dirigir el coro de menores del Temple Beth Israel en Albany Park. En el otoño de 1965, ingresó a la Universidad de Illinois y se comprometió con la fraternidad Sigma Alpha Mu donde él, Ron Banyon y Steve Hartmann formaron una banda de rock que se hizo popular, "The Juicy Fruits". Dejó la universidad después de un año para seguir su carrera musical. A principios de la primavera de 1967, Goodman fue a Nueva York y se quedó un mes en el Greenwich Village, frente al Café Wha, donde Goodman actuó regularmente durante su breve estancia allí. Volviendo a Chicago, tenía la intención de reiniciar su educación, pero la volvió a abandonar para dedicarse a su sueño musical a tiempo completo después de descubrir que la causa de su continuo cansancio era en realidad la leucemia, la enfermedad que estuvo presente durante toda su carrera discográfica, hasta su muerte en 1984. En 1968, Goodman comenzó a actuar en el Earl of Old Town en Chicago y atrajo a seguidores. En 1969, Goodman era un artista habitual en Chicago, mientras asistía al Lake Forest College. Durante este tiempo Goodman se apoyó económicamente cantando cuñas publicitarias.
En septiembre de 1969 conoció a Nancy Pruter (hermana del autor de música R&B Robert Pruter), que asistía a la universidad mientras se mantenía como camarera. Se casaron en febrero de 1970. Aunque experimentó periodos de remisión, Goodman nunca sintió que vivía en nada más que un tiempo prestado, y algunos críticos, oyentes y amigos han dicho que su música refleja este sentimiento. Su esposa Nancy, que escribió en las notas de carpeta de la colección póstuma No Big Surprise, lo caracterizó de esta manera:«»

«Básicamente, Steve era exactamente lo que parecía ser: un hombre ambicioso y bien ajustado de un hogar judío de clase media en los suburbios de Chicago, cuya vida y talento estaban dirigidos por el dolor físico y las limitaciones de tiempo de una enfermedad fatal que se mantuvo a raya, a veces, aparentemente solo por la fuerza de voluntad... Steve quería vivir una vida lo más normal posible, solo que tenía que vivir lo más rápido que podía... Extrajo significado de lo mundano.»

## Carrera musical
Las canciones de Goodman aparecieron por primera vez en Gathering en The Earl of Old Town, un álbum producido por la discográfica de Chicago Dunwich en 1971. Como amigo íntimo de Earl Pionke, el dueño del bar de música folclórica Earl of Old Town, Goodman tocó en The Earl docenas de veces, incluyendo los conciertos habituales de fin de año. También se mantuvo muy involucrado con la Escuela de Música Folclórica Old Town de Chicago, donde conoció y asesoró a su buen amigo, John Prine, que consolidó su carrera poco después.
Más tarde, en 1971, Goodman tocó en un bar de Chicago llamado Quiet Knight como telonero de Kris Kristofferson, en la cumbre musical en ese momento. Kristofferson, impresionado con Goodman, lo presentó a Paul Anka, quien llevó a Goodman a Nueva York para grabar algunas demos. Esto dio lugar a que Goodman firmara un contrato con Buddah Records.
Durante todo este tiempo, Goodman había estado ocupado escribiendo muchas de sus canciones más duraderas, y esta árida composición le conduciría a un importante receso. Mientras estaba en Quiet Knight, Goodman vio a Arlo Guthrie, y le pidió sentarse y tocar una canción para él. Guthrie aceptó a regañadientes, con la condición de que Goodman lo invitara a una cerveza primero; Guthrie escucharía a Goodman durante el tiempo que le tomara a Guthrie beber la cerveza. Goodman interpretó "City of New Orleans", que a Guthrie le agradó bastante y le pidió grabarla.
La versión de Guthrie de la canción de Goodman se convirtió en un éxito entre los Top-20 en 1972, y proporcionó a Goodman suficiente éxito financiero y artístico para convertir su música en una carrera a tiempo completo. La canción, sobre el tren de la Ciudad de Nueva Orleans de Illinois Central, se convertiría en un estándar estadounidense, versionado por músicos como Arlo Guthrie, Johnny Cash, Judy Collins, Chet Atkins, Lynn Anderson y Willie Nelson, cuya versión grabada le valió a Goodman un Premio Grammy a la mejor canción country en 1985. Joe Dassin grabó una traducción al francés de la canción "Salut Les Amoureux" en 1973. Un cantante holandés, Gerard Cox, escuchó la versión francesa durante las vacaciones y la tradujo al holandés, titulado "'es Weer Voorbij Die Mooie Zomer" ("Y nuevamente ese hermoso verano ha llegado a su fin"). Alcanzó el número uno en los Top 40 holandeses en diciembre de 1973 y se ha convertido en un clásico que todavía se difunde en la radio holandesa. Una versión hebrea de la canción "Shalom Lach Eretz Nehederet" fue cantada por el famoso cantante israelí Yehoram Gaon en 1977 y se convirtió en un éxito inmediato. Las versiones en francés, holandés y hebreo no se parecen a las letra original de Goodman. Según Goodman, la canción se inspiró en un viaje en tren que él y su esposa tomaron de Chicago a Mattoon, Illinois. De acuerdo con las notas de carátula sobre la antología Steve Goodman No Big Surprise, "City of New Orleans" fue escrita mientras estaba en campaña con el senador Edmund Muskie.
En 1974, el cantante David Allan Coe alcanzó un éxito considerable en las listas country con "You Never Even Called Me by My Name" de Goodman y John Prine, una canción que reproducía estereotipadamente las letras de la música country. Prine se negó a aceptar el crédito de compositor de la canción, aunque Goodman le compró a Prine un jukebox como regalo de sus regalías publicitarias. El nombre de Goodman se menciona en la grabación de la canción de Coe, en un epílogo hablado en el que Goodman y Coe analizan los méritos de "el país perfecto y la canción occidental".
El éxito de Goodman como artista de grabación fue más limitado. Aunque fue conocido en los círculos populares como un compositor excelente e influyente, sus álbumes recibieron mejores críticas que su éxito comercial. Uno de los éxitos más grandes de Goodman fue una canción que no escribió: "The Dutchman", escrita por Michael Peter Smith. Llegó a un público más amplio como telonero de Steve Martin, mientras que Martin estaba en la cima de su popularidad.
A mediados y fines de los setenta, Goodman se convirtió en invitado habitual el Día de Pascua en el programa de radio de Vin Scelsa en Nueva York. Las grabaciones personales de Scelsa de estas sesiones finalmente llevaron a un álbum de selecciones de estas apariciones, The Easter Tapes.
En 1977, Goodman actuó en el álbum en vivo de Tom Paxton, New Songs From the Briarpatch (Vanguard Records), que contenía algunas de las canciones tópicas de Paxton de los años 70, incluyendo "Talking Watergate" y "White Bones of Allende", así como una canción dedicada a Misisipi John Hurt titulada "¿Escuchaste a John Hurt?".
Durante el otoño de 1979, Goodman fue contratado para escribir y realizar una serie de canciones de actualidad para la National Public Radio. Aunque Goodman y Jethro Burns grabaron once canciones para la serie, solo cinco de ellas, "The Ballad of Flight 191" sobre un accidente aéreo, "Daley's Gone", "Unemployed", "The Twentieth Century is Almost Over" y "The Election Year Rag", se difundieron antes de que la serie fuera cancelada.
Goodman escribió e interpretó muchas canciones humorísticas sobre Chicago, entre ellas tres sobre los Chicago Cubs: "La última petición de un fanático de los cubos moribundos", "Cuando los cachorros marchan" y "Go, Cubs, Go" (que se ha tocado con frecuencia en retransmisiones de los Cubs y en Wrigley Field después de que ganen los Cubs). Escribió "Go, Cubs, Go" por despecho después de que Dallas Green llamó "La última petición de un fanático de los Cielos moribundos" demasiado deprimente. Las canciones de los Cubs surgieron de su devoción fanática hacia el equipo, que incluyó muchas visitas al club y al campo con jugadores de los Cubs. Escribió otras canciones sobre Chicago, incluyendo "The Lincoln Park Pirates", sobre el Lincoln Towing Service, y "Daley's Gone", sobre el alcalde Richard J. Daley. Otro hito cómico es "Vegematic", sobre un hombre que se duerme mientras ve televisión a altas horas de la noche y sueña que ordenó muchos productos que vio en los anuncios comerciales. También podía escribir canciones serias, sobre todo "My Old Man", un homenaje al padre de Goodman, Bud Goodman, un vendedor de autos usados y veterano de la Segunda Guerra Mundial.
Goodman ganó su segundo Grammy, al Mejor álbum folclórico contemporáneo, en 1988 por Unfinished Business, un álbum póstumo en su sello Red Pajamas Records.
Muchos aficionados descubren el trabajo de Goodman a través de otros artistas como Jimmy Buffett. Buffett ha grabado varias de las canciones de Goodman, entre ellas "Banana Republics" y "Woman Goin 'Crazy on Caroline Street".

## Muerte
El 20 de septiembre de 1984, Goodman murió de leucemia en el Centro Médico de la Universidad de Washington en Seattle, Washington. Se había ungido con el apodo irónico "Cool Hand Leuk" (otros apodos incluidos "Chicago Shorty" y "The Little Prince") durante su enfermedad. Tenía solo 36 años.
Cuatro días después de la muerte de Goodman, los Chicago Cubs ganaron el título de la División Este en la Liga Nacional por primera vez, ganando su primera competición desde la temporada desde 1945, tres años antes del nacimiento de Goodman. Ocho días después, el 2 de octubre, los Cubs jugaron su primer partido de postemporada desde la Serie Mundial de 1945. A Goodman se le había pedido que cantara "The Star-Spangled Banner"; Jimmy Buffett lo sustituyó y dedicó la canción a Goodman. Hoy en día, los Chicago Cubs dan "Go, Cubs, Go" al final de cada partido en casa, una canción que Goodman escribió para su amado equipo.
En abril de 1988, algunas de las cenizas de Goodman se dispersaron en Wrigley Field, el hogar de los Cubs de Chicago. Le sobrevivieron su esposa y sus tres hijas. Su hija mayor, Jesse, murió en 2012.

## Legado
En 2006, la hija de Goodman, Rosanna, publicó My Old Man, un álbum de varios artistas que interpretaban las canciones de su padre.
El interés en la carrera de Goodman tuvo un resurgimiento en 2007 con la publicación de una biografía de Clay Eals, Steve Goodman: Facing the Music. El mismo año, los Chicago Cubs comenzaron a tocar la canción Goodman de 1984 "Go, Cubs, Go" después de ganar cada partido en casa. Cuando los Cubs llegaron a los playoffs, el interés en la canción y Goodman dieron como resultado varios artículos periodísticos sobre Goodman. El vicegobernador de Illinois Pat Quinn declaró el 5 de octubre de 2007, Steve Goodman Day en el Estado. En 2010, el representante de Illinois, Mike Quigley, presentó una ley que cambia el nombre de la oficina de correos de Lakeview en Irving Park Road en honor a Goodman. El proyecto de ley fue firmado por el presidente Barack Obama el 3 de agosto de 2010.

## Discografía

### Álbumes
| Fecha | Título                            | Sello       | Número   | Comentarios                                                                             |
| 1970  | Gathering at the Earl of Old Town | Dunwich     | 670      | Various artists including Goodman, Jim Post, Ed Holstein, Fred Holstein, Ginni Clemmens |
| 1971  | Steve Goodman                     | Buddah      | BDS-5096 |                                                                                         |
| 1972  | Somebody Else's Troubles          | Buddah      | BDS-5121 |                                                                                         |
| 1975  | Jessie's Jig and Other Favorites  | Asylum      | 7E-1037  |                                                                                         |
| 1976  | Words We Can Dance To             | Asylum      | 7E-1061  |                                                                                         |
| 1977  | Say It in Private                 | Asylum      | 7E-1118  |                                                                                         |
| 1979  | High and Outside                  | Asylum      | 6E-174   |                                                                                         |
| 1980  | Hot Spot                          | Asylum      | 6E-297   |                                                                                         |
| 1983  | Artistic Hair                     | Red Pajamas | RPJ-001  | En vivo                                                                                 |
| 1984  | Affordable Art                    | Red Pajamas | RPJ-002  |                                                                                         |
| 1984  | Santa Ana Winds                   | Red Pajamas | RPJ-003  | Primer lanzamiento póstuno                                                              |
| 1987  | Unfinished Business               | Red Pajamas | RPJ-005  | Segundo lanzamiento póstuno, Grammy award                                               |
| 1996  | The Easter Tapes                  | Red Pajamas | RPJ-009  | 18 live cuts from WNEW-FM 1970's broadcasts, liner notes by host Vin Scelsa             |
| 2000  | Live Wire                         | Red Pajamas | RPJ-015  | En vivo en el Teatro Bayou, principios de 1980                                          |
| 2006  | Live at the Earl of Old Town      | Red Pajamas | RPJ-017  | En vivo, agosto de 1978                                                                 |
| 2013  | Don't Blame Me                    | Red Pajamas | RPJ-019  | En vivo, 1 de abril de 1973, Chicago                                                    |

### Álbumes de compilación
| Fecha | Título                                        | Sello                  | Número     | Comentarios                                                                    |
| 1976  | The Essential Steve Goodman                   | Buddah                 | BDS-5665-2 | 2 LP compilation, 20 cuts from Steve Goodman and Somebody Else's Troubles      |
| 1988  | The Best of the Asylum Years, Volume One      | Red Pajamas            | RPJ-006    | Compilation                                                                    |
| 1988  | The Best of the Asylum Years, Volume Two      | Red Pajamas            | RPJ-007    | Compilation                                                                    |
| 1989  | City of New Orleans                           | Pair Records (Buddha)  | PCD-2-1233 | Single CD compilation, 19 cuts from Steve Goodman and Somebody Else's Troubles |
| 1989  | The Original Steve Goodman                    | Special Music (Buddha) | SCD-4923   | Compilation, 8 cuts from Steve Goodman and Somebody Else's Troubles            |
| 1994  | No Big Surprise – The Steve Goodman Anthology | Red Pajamas            | RPJ-008    | 2 CD compilation (1 studio, 1 live)                                            |
| 2008  | The Baseball Singles                          | Red Pajamas            | RPJ-018    | Compilation EP with 4 baseball-themed cuts                                     |

### Vídeos
| Fecha | Título                                      | Etiqueta     | Número de | Formatos | Comentarios                                                                   |
| 2003  | Steve Goodman: Live From Austin City Limits | Rojo Pijamas | RPJ-500   | VHS, DVD | 1977 y 1982 shows en vivo con John Prine y Jetro Burns, además de entrevistas |

## Leer más
- Eals, Clay. Steve Goodman: Facing the Music. ECW Press, 2007. ISBN 978-1-55022-732-1.